# Jacques Calonne
Pour les articles homonymes, voir Calonne.
Jacques Calonne est un artiste belge né le 10 août 1930 à Mons et mort le 7 février 2022 à Bruxelles en Belgique.

## Carrière
(juillet 2024).
Musicien, Jacques Calonne suit les cours de dessin de l'Académie royale des beaux-arts de Bruxelles. Il entre en relation avec le compositeur André Souris et les milieux surréalistes. En 1949, il découvre la première exposition Cobra en Belgique au Palais des Beaux-Arts de Bruxelles et y rencontre Christian Dotremont.
Il adhère aussitôt au mouvement dont il devient le plus jeune membre, participe aux réunions rue de la Paille, ainsi qu'à la revue et à l'exposition L'objet à travers les âges. Se partageant entre musique et arts plastiques, il continue à mener de front une double carrière après la dissolution de Cobra. En 1956, à Alba, lors du congrès mondial des artistes libres, il expose des peintures. Il est de toutes les manifestations d'avant-garde un tant soit peu anticonformistes. En 1957, il cosigne Il manifesto contro lo style avec, entre autres, Serge Vandercam, Pierre Restany, Yves Klein et Reinhoud d'Haese. En 1964, il commence à publier ses écrits tout en poursuivant ses recherches musicales.
En 1971, il réalise ses premières encres sur papier à musique et édite seize lithographies, Muettes, aux éditions Daily-Bul. L'année suivante, il reprend la peinture à l'huile sur papier et toile. Perpétuant l'esprit de Cobra, il applique le principe de la non spécialisation chère au groupe, réalisant des logogrammes en compagnie de Dotremont. En 1981, il peint sur des assemblages de boîtes d'allumettes. S'il expose dès 1949 aux côtés de Cobra, sa première exposition personnelle remonte à 1970 à la galerie Dierickx à Bruxelles.
Depuis, il a exposé à de nombreuses reprises à Bruxelles, où il habite dans le quartier populaire des Marolles. Sa participation à des expositions collectives en Belgique et à l'étranger est abondante. Son œuvre graphique et picturale se situe dans la tradition de la pratique plastique de l'écriture qui s'est développée en Belgique. Le rythme des éléments, la musicalité de leur répartition dans l'appropriation de l'espace, l'extrême fluidité scriptuaire des signes révèlent l'apport très personnel de ce musicien qui peint et dessine des partitions visuelles.

### Cinéma
En 1951, avec, entre autres Lucien Deroisy et Olivier Strebelle, Jacques Calonne joue dans Perséphone de Luc de Heusch, unique film du mouvement CoBrA, scénarisé par Pierre Alechinsky, Christian Dotremont et Jean Raine.
En 1995, comme, entre autres, Joseph Morder et Fernand Schirren, Jacques Calonne apparaît dans Leçon de vie de Boris Lehman.
La même année, il joue le rôle du représentant du ministère de la culture dans le film Camping Cosmos de Jan Bucquoy, qui sort en 1996).

## Publications
- Quadrangles pour piano, La Louvière, Éditions Daily-Bul, coll. « Les poquettes volantes », 1969, 12-17 feuillets.
- Facéties et compagnie de Christian Dotremont, Bruxelles , Éditions Quadri, 1991, 91 p.  (ISBN 2-9600008-0-3).
- Noctuelles, Lausanne, Éditions L’Âge d’Homme, 2015, 589 p. et XXXII p. de planches  (ISBN 978-2-8251-4498-5)[2].